# Strangalia lapidicina
Strangalia lapidicina là một loài bọ cánh cứng trong họ Cerambycidae.